# Arrows Grand Prix International
La Arrows Grand Prix International è stata una scuderia britannica di Formula 1, con sede a Milton Keynes, fondata nel 1977 dal finanziere italiano Franco Ambrosio e dagli ex-componenti della squadra Shadow Alan Rees, Jackie Oliver, Dave Wass e Tony Southgate. Oltre ad essere l'acronimo (ancorché imperfetto) dei nomi dei fondatori, il nome della squadra significa "frecce" in inglese.

## Storia

### Arrows Grand Prix International

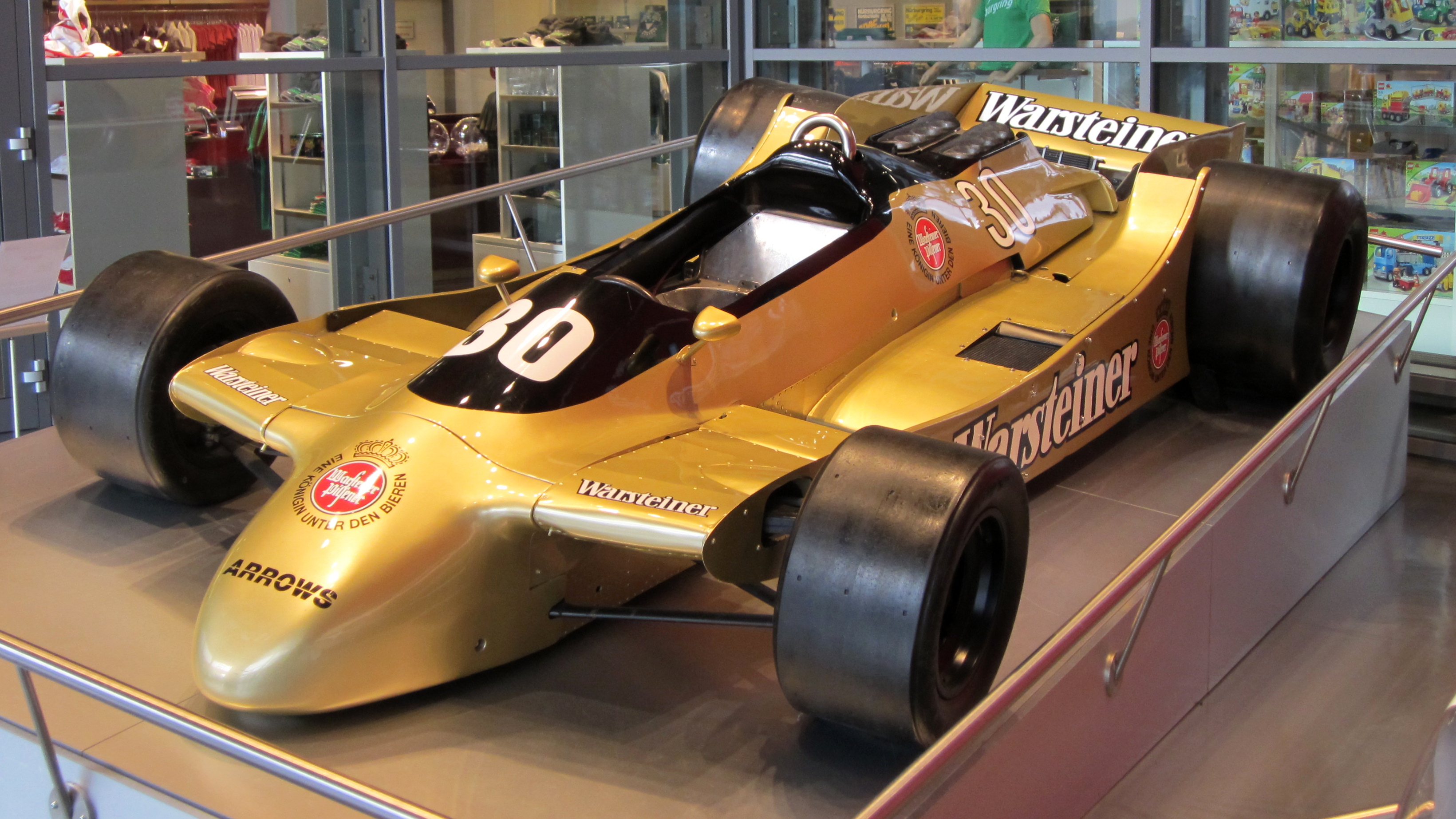
La Arrows A2 schierata a partire dal Gran Premio di Francia 1979, caratterizzata dalla mancanza di appendici aerodinamiche

Fondata nel novembre del 1977, la Arrows doveva inizialmente avere sede in Italia e chiamarsi Ambrosio Racing Team, dal nome del suo principale sponsor. Il personale proveniva in gran parte dalla Shadow (squadra precedentemente sponsorizzata da Ambrosio), così come il pilota di punta Riccardo Patrese, cui venne poi affiancato Rolf Stommelen. In soli 53 giorni venne realizzata la prima monoposto, la Arrows FA1, che fece il proprio debutto al Gran Premio del Brasile, suscitando immediate polemiche, in quanto venne considerata una copia identica della Shadow DN9 e Don Nichols, proprietario di quest'ultima scuderia, intentò una causa legale contro la Arrows, rivendicando la proprietà intellettuale dei progetti.
I risultati in pista videro Patrese subito molto competitivo: al Gran Premio del Sudafrica riuscì anche a portarsi in testa alla corsa, conducendola fino a quando non cedette il propulsore. Nella gara seguente riuscì inoltre a conquistare i primi punti mondiali per la scuderia, al Gran Premio degli Stati Uniti disputato a Long Beach, e il primo podio, cogliendo il secondo posto in Svezia alcune gare più tardi.
La situazione all'interno del team, però, si fece presto problematica: Ambrosio venne infatti indagato ed arrestato in Italia per reati di tipo finanziario e ritirò il sostegno economico alla scuderia, mentre l'Alta corte di Londra giudicò la Arrows colpevole di plagio nei confronti della Shadow, condannandola ad una multa di cinquecentomila dollari e alla distruzione degli esemplari delle sue vetture, poi cedute gratuitamente come parziale risarcimento a Nichols. Nonostante le gravi difficoltà, i tecnici Tony Southgate e Dave Wass riuscirono a progettare e costruire una nuova monoposto, la A1, in poco più di un mese.
Nel settembre 1978, al via del Gran Premio d'Italia sul circuito di Monza, Patrese fu coinvolto nell'incidente che costò la vita a Ronnie Peterson; accusato apertamente da James Hunt di avere compiuto una manovra tale da innescare la collisione, venne forzosamente escluso dal Gran Premio seguente per volontà degli altri piloti. Un'inchiesta avrebbe in seguito appurato in via definitiva la totale estraneità del pilota padovano all'accaduto. Patrese ottenne infine un quarto posto in Canada, permettendo alla scuderia di chiudere al decimo posto in classifica costruttori. Nonostante ciò la FOCA, adducendo a motivo il contenzioso con la Shadow, impedì che alla Arrows venissero erogati i bonus economici previsti per i risultati ottenuti in gara.

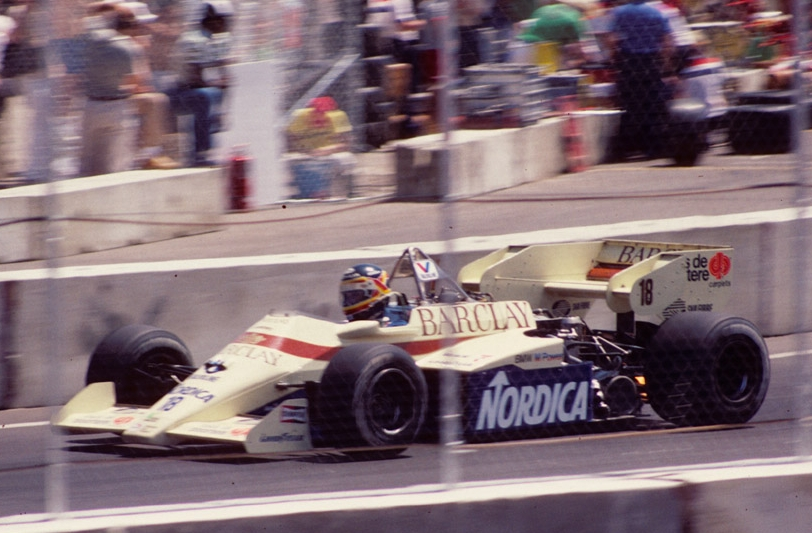
Boutsen nel 1984

Nel 1979 a Patrese venne affiancato Jochen Mass e, a partire da metà stagione, fu schierata la Arrows A2, vettura "estrema" e caratterizzata dall'assenza di appendici aerodinamiche, presto soprannominata "supposta". Essa fu caratterizzata da problemi di bilanciamento e consentì raramente ai due piloti di ottenere risultati di rilievo: la stagione venne chiusa con appena cinque punti iridati.
Nel 1981 Patrese conquistò l'unica pole position della storia della squadra, a Long Beach, conducendo poi la gara finché non venne costretto al ritiro da problemi meccanici. Ben meno performante fu il compagno Siegfried Stohr, che non riuscì mai ad andare a punti; il team fu peraltro coinvolto in un grave incidente al via del Gran Premio del Belgio, allorché Stohr, che scattava dalle retrovie, entrò in collisione con Patrese (rimasto fermo in griglia col motore spento) investendo il meccanico Dave Luckett, imprudentemente entrato in pista per tentare di riavviare il propulsore. In quell'anno la Arrows si piazzò all'ottavo posto nella classifica del mondiale costruttori.
Dopo un paio d'anni interlocutori, nel 1984 l'apporto dei motori BMW turbocompressi e la sponsorizzazione dell'industria del tabacco Barclay contribuirono a migliorare i risultati: la Arrows finì nona nel campionato costruttori e ottava l'anno successivo.
Nel 1987 la BMW ritirò la propria collaborazione e i motori in dotazione al team furono rinominati Megatron: tuttavia la squadra inglese riuscì comunque a disputare la sua stagione migliore, finendo quinta nel 1988 (anno che concluse la prima era dei motori turbocompressi) grazie ai frequenti piazzamenti in zona punti dei due piloti Eddie Cheever e Derek Warwick. In questo periodo arrivò alla direzione tecnica della Arrows il giovane ingegnere Ross Brawn, che successivamente passò alle vetture sport prototipo nel 1989.

### Footwork Arrows

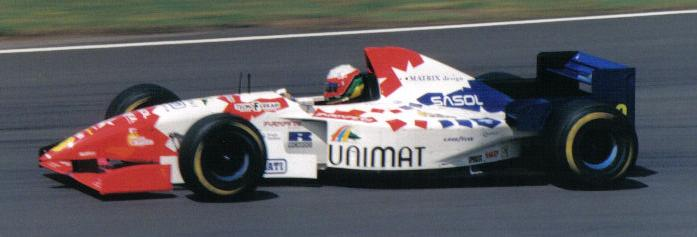
Max Papis alla guida della sua Footwork Arrows nel Gran Premio di Gran Bretagna 1995

Nel 1990 l'uomo d'affari giapponese Kazuo Ito decise di investire nel team Arrows e le vetture cominciarono quindi a scendere in pista con il logo Footwork come sponsor principale sulle fiancate. Il patron Jackie Oliver, in ristrettezze finanziarie, decise l'anno dopo di cedere il pacchetto azionario di maggioranza del team alla compagnia nipponica, che modificò il nome della squadra in Footwork Arrows e raggiunse un accordo con la Porsche per la fornitura di motori. I risultati furono però disastrosi: la casa tedesca fornì un motore eccessivamente ingombrante e poco potente e già durante la stagione 1991 la partnership venne interrotta per ripiegare sui propulsori Cosworth, poi sostituiti nel 1992 dai giapponesi Mugen.
Il nome Footwork fu mantenuto fino alla stagione 1996, quando il ritiro dell'investitore giapponese comportò il ritorno alla vecchia denominazione Arrows, di nuovo sotto il controllo di Jackie Oliver.

### TWR Arrows

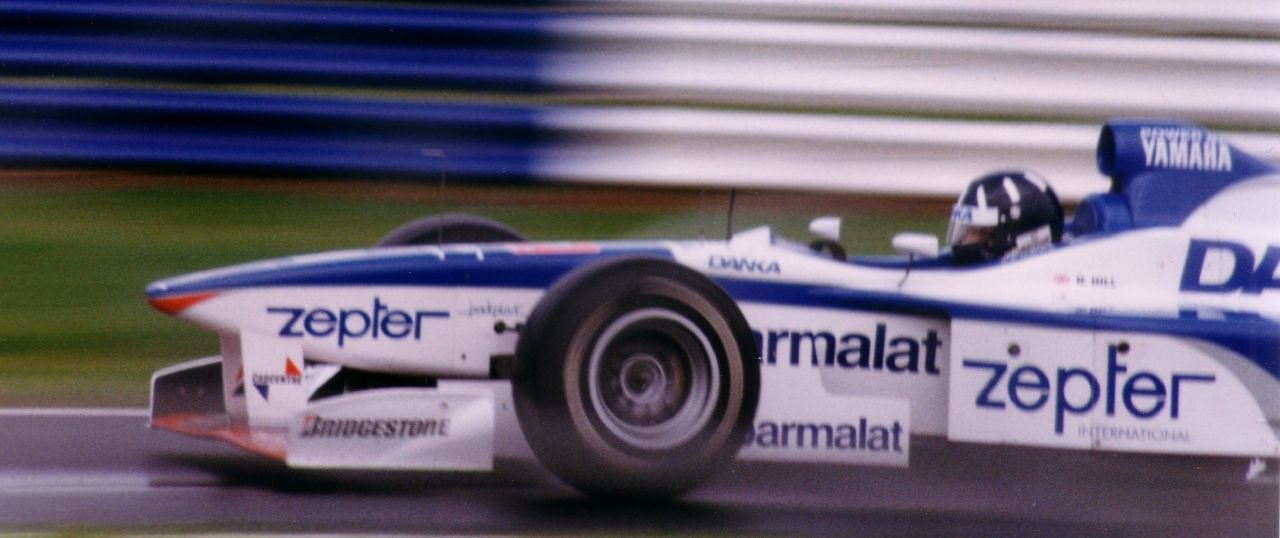
Damon Hill su Arrows A18

Nel marzo del 1996 l'uomo d'affari britannico Tom Walkinshaw acquistò una rilevante quota azionaria della squadra e a settembre ingaggiò per la stagione 1997 il fresco campione del mondo Damon Hill, che non aveva raggiunto un accordo con la Williams per il rinnovo del contratto. Per coprirne economicamente l'oneroso compenso, la seconda macchina venne affidata al brasiliano Pedro Paulo Diniz, titolare di un "portafoglio" di munifici sponsor personali. In tal modo le monoposto inglesi poterono, per la prima e unica volta nella loro storia, sfoggiare i numeri 1 e 2.
Le risorse economiche racimolate e l'ingaggio di un pilota d'alto profilo non furono però sufficienti per far compiere alla Arrows il "salto di qualità": la monoposto A18, progettata da Frank Dernie, "gommata" Bridgestone (marchio all'esordio in Formula 1) e spinta da un motore V10 a marchio Yamaha preparato in esclusiva dalla Judd (parimenti una novità nel "circus"), era infatti meccanicamente fragile ed aerodinamicamente imperfetta, palesando in particolare un cronico deficit di deportanza. Un qualche miglioramento si ebbe con l'ingaggio dell'esperto John Barnard alla direzione tecnica: il 10 agosto 1997, al Gran Premio d'Ungheria, Hill si qualificò in terza posizione e in gara (beneficiando anche dell'eccezionale rendimento degli pneumatici Bridgestone all'Hungaroring) riuscì a portarsi al comando; l'obiettivo della vittoria svanì a causa di un guasto al cambio nei giri finali, che lo fece retrocedere al secondo posto. Fu però un risultato isolato: nel resto della stagione il pilota britannico andò a punti solo un'altra volta, piazzandosi sesto in Gran Bretagna, mentre Diniz (che peraltro in alcuni casi non riuscì a stare sotto la soglia del 107% dal miglior tempo in qualifica) ci riuscì unicamente col quinto posto al Gran Premio del Lussemburgo, laddove i ritiri furono rispettivamente sei e undici.
Nel corso degli anni seguenti Walkinshaw acquistò anche le rimanenti quote di Oliver, diventando amministratore unico della Arrows. Nel 1998 il nuovo patron rilevò la Brian Hart Ltd e assunse a pieno titolo il motorista Brian Hart, che nel 1998 realizzò per la monoposto A19 il motore Arrows 72. Nuovamente allo sforzo non corrispose una crescita di rendimento: i piloti Pedro Diniz e Mika Salo andarono a punti solo tre volte (per un totale di sei lunghezze racimolate), ritirandosi in più della metà delle gare in calendario.
In vista della stagione 1999 il main sponsor Danka ritirò il suo appoggio al team. A stretto giro fece la sua fugace apparizione il faccendiere nigeriano Malik Ado Ibrahim, sedicente "principe della tribù Igbira", che promise un investimento da 125 milioni di dollari in favore della Arrows, adducendo a garanzia un prestito obbligazionario del fondo d'investimento Morgan Grenfell Private Equity (MGPE), facente parte del gruppo Deutsche Bank. Walkinshaw accettò e stipulò con Ibrahim la cessione di una quota azionaria di circa il 30%, con la promessa di superare il 50% a transazione completata; di fatto però la liquidità promessa non si materializzò e l'unico apporto dell'oscuro personaggio fu l'apposizione del misterioso marchio T-minus (che a suo dire era in procinto di essere lanciato come una sorta di franchising per la produzione e la vendita di bevande energetiche, abbigliamento e motociclette) sulla carrozzeria delle monoposto. Venuta alla luce la sua inconsistenza imprenditoriale, il "principe" si volatilizzò e la sua quota azionaria venne escussa a fini di risarcimento da MGPE, che rinnovò alla Arrows la linea di credito e rilevò gli spazi pubblicitari liberati da Ibrahim.
La monoposto A20, che come l'anno prima era motorizzata "in proprio", scontò la defezione di John Barnard e Brian Hart, che si erano chiamati fuori lamentando la pochezza delle risorse disponibili. La scelta dei piloti fu dettata da ragioni economiche: a Pedro de la Rosa, che godeva dell'appoggio economico della Repsol, fu affiancato Toranosuke Takagi, che portava in dote lo sponsor PIAA dalla cessata Tyrrell. Dopo un esordio promettente in Australia, con lo spagnolo a punti (sesto) e il giapponese subito dietro, la stagione vide la Arrows costantemente nelle retrovie, talora sopravanzata finanche dalla Minardi e "salvata" dal fondo classifica solo dall'ancor più infimo rendimento della BAR. De La Rosa mostrò comunque di aver buone doti di guida e venne riconfermato, mentre Takagi (peraltro a disagio perché incapace di comprendere e parlare fluentemente l'inglese) non colse alcun risultato soddisfacente e venne licenziato a fine anno.

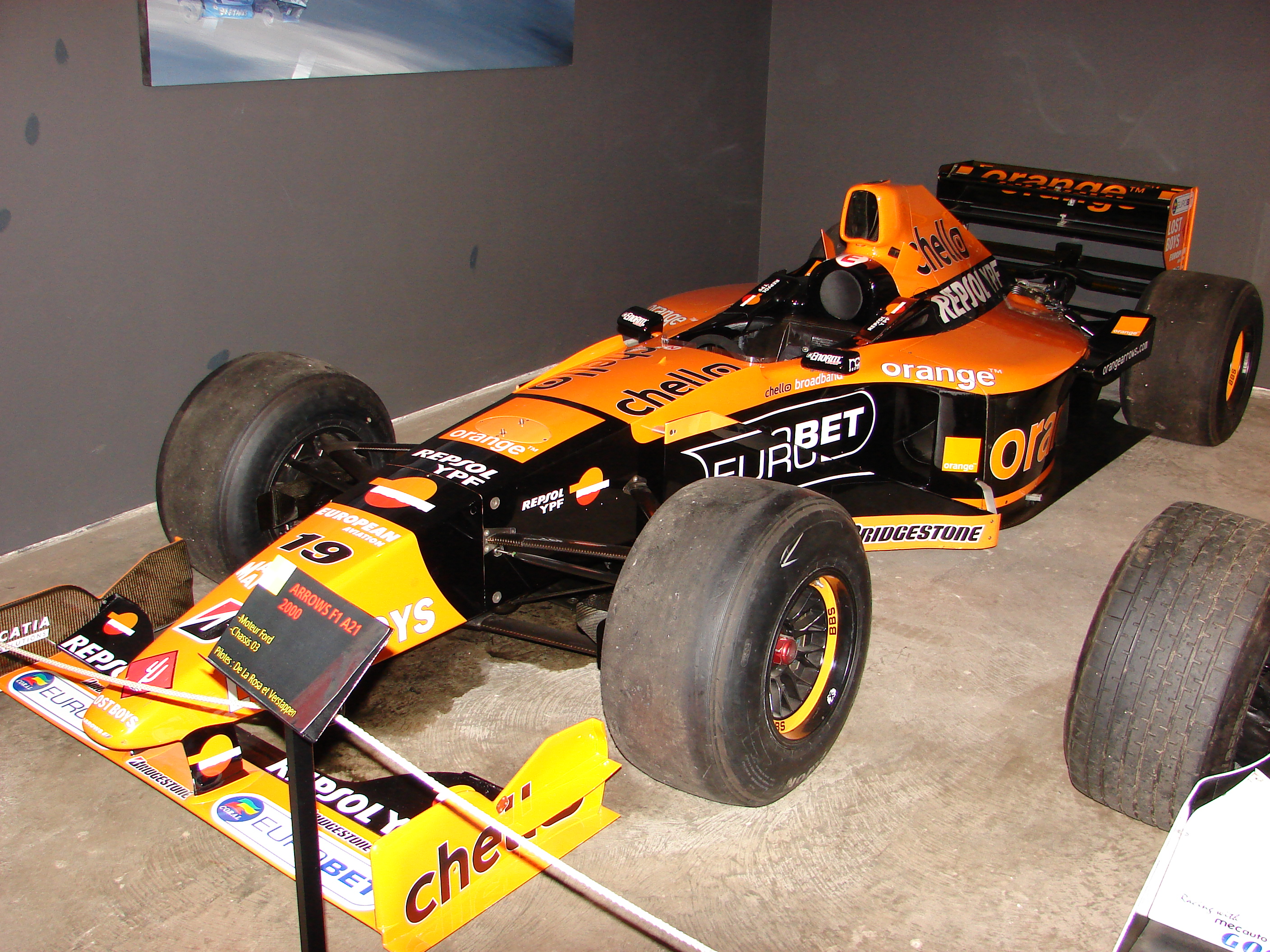
La monoposto Team Orange Arrows F.1 utilizzata nel 2000

Nella stagione 2000 la Arrows beneficiò dell'apporto di Orange SA (che divenne title sponsor) e di Paul Stoddart, imprenditore australiano già attivo nelle categorie motoristiche minori col team European Racing (che pertanto cambiò nome in European Arrows); al confermato De La Rosa e al nuovo acquisto Jos Verstappen fu affidata la Arrows A21 motorizzata Supertec. Questo era un motore non potentissimo ma comunque valido, specialmente dopo lo sviluppo approntato durante la stagione, cui prese parte anche un giovanissimo Mark Webber, che definì la monoposto "superiore alla media". Grazie anche ad un'aerodinamica azzeccata e ad una buona stabilità, l'A21 riuscì ad marcare giri veloci in vari circuiti; sia Verstappen che De La Rosa riuscirono ad essere competitivi con la parte centrale dello schieramento di quell'anno e ad andare regolarmente a punti (il pilota spagnolo sfiorò finanche il podio in Austria, quando venne fermato da un guasto meccanico).
Nel 2001 il passaggio al motore Asiatech e l'abbandono di gran parte dello staff (nonché la defezione di Stoddart, che decise di acquistare la Minardi) indebolirono molto la squadra: Walkinshaw decise di sostituire De La Rosa con il debuttante Enrique Bernoldi, titolare di una munifica sponsorizzazione a marchio Red Bull. La stagione fu estremamente dura e il solo Verstappen riuscì a strappare un punto iridato, piazzandosi sesto nel Gran Premio d'Austria.

#### La chiusura

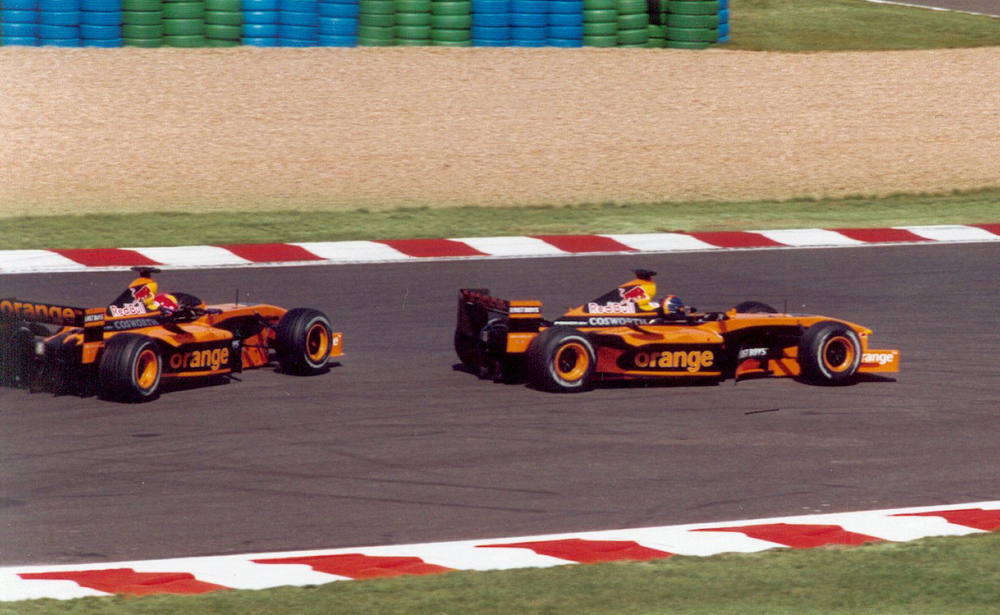
Le due Arrows in Francia nel 2002, penultimo GP disputato dalla scuderia.

Nel 2002 Tom Walkinshaw raggiunse un accordo per l'utilizzo dei motori Ford-Cosworth V10, confermò Bernoldi e licenziò Verstappen, sostituendolo con Heinz-Harald Frentzen, resosi disponibile a seguito della chiusura della Prost Grand Prix.
La Arrows si trovò però senza fondi a metà della stagione: Walkinshaw in alcuni casi "tappò" il deficit attingendo al proprio patrimonio personale e tentò di trattare la cessione del team dapprima alla Red Bull e quindi all'ex manager BAR Craig Pollock (che si era detto intenzionato a trasformarla nella "squadra clienti" della Renault, tornando ai motori Supertec o introducendo in Formula 1 il marchio Nissan), in entrambi i casi vanamente, anche per l'aperta ostilità di DB Capital (erede di Morgan Grenfell), che aveva visto disattese le proprie richieste di ripianamento del passivo a fronte del credito concesso alla squadra. Diversi fornitori, collaboratori e dipendenti del team (tra cui lo stesso Frentzen) iniziarono a citare in giudizio la scuderia per i ritardi nel pagamento degli onorari.
Nell'estremo tentativo di salvare la situazione, al Gran Premio di Francia venne chiesto ai piloti di girare lentamente in qualifica, in modo tale da non ottenere il pass per la gara. La FIA però diffidò la squadra dal reiterare tale comportamento, minacciando di comminarle l'onerosa multa prevista in caso di mancata partecipazione ad una tappa del mondiale, sicché il successivo Gran Premio di Germania venne corso regolarmente. La defezione si concretizzò quindi al Gran Premio d'Ungheria; a stretto giro Frentzen, esasperato, decise di rescindere unilateralmente il contratto in essere. La Arrows decise di non rimpiazzarlo e si presentò al weekend di gara del Belgio con la sola macchina di Bernoldi, che però poté girare solo nelle prove libere del venerdì: allorché si venne a sapere che, sebbene DB Capital avesse ritirato i propri veti, le trattative di Walkinshaw per la cessione della scuderia erano nuovamente naufragate, il personale smontò le attrezzature e abbandonò platealmente il paddock.
Fu questo l'epilogo della storia della Arrows, che non si presentò alle ultime tre gare stagionali e venne messa in liquidazione forzata, trascinando nella bancarotta anche la TWR.
Un consorzio capitanato dalla Phoenix Finance - guidata da Charles Nickerson, un amico di Walkinshaw - comprò una parte delle dotazioni del team, specificamente i motori, pensando di unirli alle altre dotazioni acquistate dalla fallita Prost Grand Prix, al fine di partecipare al mondiale 2002 o 2003; la FIA, però, non concesse loro l'autorizzazione a gareggiare. Anni più tardi, nel 2006, la neonata Super Aguri acquistò i telai della Arrows A23 come base per la costruzione della SA05.
Un dettaglio curioso riguarda Jos Verstappen, al quale nel 2003 la Scuderia Ferrari aveva offerto un contratto come collaudatore: onestamente il pilota rifiutò, per mantenere la parola data in precedenza alla Arrows.

## Risultati completi in Formula 1
| Anno | Vettura  | Motore            | Gomme | Piloti    |  |    |     |   |     |     |     |    |    |     |    |     |     |     |    |    |  | Punti | Pos. |
| ---- | -------- | ----------------- | ----- | --------- |  | -- | --- | - | --- | --- | --- | -- | -- | --- | -- | --- | --- | --- | -- | -- |  | ----- | ---- |
| 1978 | FA1 e A1 | Ford Cosworth DFV | G     | Patrese   |  | 10 | Rit | 6 | 6   | Rit | Rit | 2  | 8  | Rit | 9  | Rit | Rit | Rit | ES | 4  |  | 11    | 10º  |
| 1978 | FA1 e A1 | Ford Cosworth DFV | G     | Stommelen |  |    | 9   | 9 | Rit | Rit | 14  | 14 | 15 | NQ  | SQ | NQ  | NPQ | NPQ | 16 | NQ |  | 11    | 10º  |

| Anno | Vettura  | Motore            | Gomme | Piloti  |    |   |    |     |    |     |     |    |     |     |     |     |     |     |     |  |  | Punti | Pos. |
| ---- | -------- | ----------------- | ----- | ------- | -- | - | -- | --- | -- | --- | --- | -- | --- | --- | --- | --- | --- | --- | --- |  |  | ----- | ---- |
| 1979 | A1B e A2 | Ford Cosworth DFV | G     | Patrese | NP | 9 | 11 | Rit | 10 | 5   | Rit | 14 | Rit | Rit | Rit | Rit | 13  | Rit | Rit |  |  | 5     | 9º   |
| 1979 | A1B e A2 | Ford Cosworth DFV | G     | Mass    | 8  | 7 | 12 | 9   | 8  | Rit | 6   | 15 | Rit | 6   | Rit | 6   | Rit | NQ  | NQ  |  |  | 5     | 9º   |

| Anno | Vettura | Motore       | Gomme | Piloti     |     |    |     |   |     |   |    |    |   |    |     |     |     |     |  |  |  | Punti | Pos. |
| ---- | ------- | ------------ | ----- | ---------- | --- | -- | --- | - | --- | - | -- | -- | - | -- | --- | --- | --- | --- |  |  |  | ----- | ---- |
| 1980 | A3      | Cosworth DFV | G     | Patrese    | Rit | 6  | Rit | 2 | Rit | 8 | 9  | 9  | 9 | 14 | Rit | Rit | Rit | Rit |  |  |  | 11    | 7º   |
| 1980 | A3      | Cosworth DFV | G     | Mass       | Rit | 10 | 6   | 7 | Rit | 4 | 10 | 13 | 8 | NQ |     |     | 11  | Rit |  |  |  | 11    | 7º   |
| 1980 | A3      | Cosworth DFV | G     | Thackwell  |     |    |     |   |     |   |    |    |   |    | NQ  |     |     |     |  |  |  | 11    | 7º   |
| 1980 | A3      | Cosworth DFV | G     | Winkelhock |     |    |     |   |     |   |    |    |   |    |     | NQ  |     |     |  |  |  | 11    | 7º   |

| Anno | Vettura | Motore       | Gomme | Piloti         |     |     |   |    |     |     |     |    |     |     |     |     |     |     |    |  |  | Punti | Pos. |
| ---- | ------- | ------------ | ----- | -------------- | --- | --- | - | -- | --- | --- | --- | -- | --- | --- | --- | --- | --- | --- | -- |  |  | ----- | ---- |
| 1981 | A3      | Cosworth DFV | M P   | Patrese        | Rit | 3   | 7 | 2  | Rit | Rit | Rit | 14 | 10  | Rit | Rit | Rit | Rit | Rit | 11 |  |  | 10    | 8º   |
| 1981 | A3      | Cosworth DFV | M P   | Stohr          | NQ  | Rit | 9 | NQ | Rit | Rit | Rit | NQ | Rit | 12  | Rit | 7   | NQ  |     |    |  |  | 10    | 8º   |
| 1981 | A3      | Cosworth DFV | M P   | Villeneuve Sr. |     |     |   |    |     |     |     |    |     |     |     |     |     | NQ  | NQ |  |  | 10    | 8º   |

| Anno | Vettura | Motore       | Gomme | Piloti |    |    |     |    |     |    |     |   |    |     |     |     |     |    |    |    |  | Punti | Pos. |
| ---- | ------- | ------------ | ----- | ------ | -- | -- | --- | -- | --- | -- | --- | - | -- | --- | --- | --- | --- | -- | -- | -- |  | ----- | ---- |
| 1982 | A4 e A5 | Cosworth DFV | P     | Surer  |    |    |     | WD | 7   | 9  | 8   | 5 | 10 | Rit | 13  | 6   | Rit | 15 | 11 | 7  |  | 5     | 11º  |
| 1982 | A4 e A5 | Cosworth DFV | P     | Henton | NQ | NQ | Rit |    |     |    |     |   |    |     |     |     |     |    |    |    |  | 5     | 11º  |
| 1982 | A4 e A5 | Cosworth DFV | P     | Baldi  | NQ | 10 | NQ  | WD | Rit | NQ | Rit | 8 | 6  | 9   | Rit | Rit | 6   | NQ | 12 | 11 |  | 5     | 11º  |

| Anno | Vettura | Motore            | Gomme | Piloti  |   |     |     |   |     |     |    |     |    |   |     |    |     |     |   |  |  | Punti | Pos. |
| ---- | ------- | ----------------- | ----- | ------- | - | --- | --- | - | --- | --- | -- | --- | -- | - | --- | -- | --- | --- | - |  |  | ----- | ---- |
| 1983 | A6      | Ford Cosworth DFV | G     | Surer   | 6 | 5   | 10  | 6 | Rit | 11  | 11 | Rit | 17 | 7 | Rit | 8  | 10  | Rit | 8 |  |  | 4     | 10º  |
| 1983 | A6      | Ford Cosworth DFV | G     | Serra   | 9 |     | Rit | 8 | 7   |     |    |     |    |   |     |    |     |     |   |  |  | 4     | 10º  |
| 1983 | A6      | Ford Cosworth DFV | G     | Jones   |   | Rit |     |   |     |     |    |     |    |   |     |    |     |     |   |  |  | 4     | 10º  |
| 1983 | A6      | Ford Cosworth DFV | G     | Boutsen |   |     |     |   |     | Rit | 7  | 7   | 15 | 9 | 13  | 14 | Rit | 11  | 9 |  |  | 4     | 10º  |

| Anno | Vettura | Motore                       | Gomme | Piloti  |   |    |     |     |     |    |     |     |     |     |     |   |     |     |     |     |  | Punti | Pos.  |
| ---- | ------- | ---------------------------- | ----- | ------- | - | -- | --- | --- | --- | -- | --- | --- | --- | --- | --- | - | --- | --- | --- | --- |  | ----- | ----- |
| 1984 | A6 e A7 | Ford Cosworth DFV BMW M12/13 | G     | Surer   | 7 | 9  | 8   | Rit | Rit | NQ | Rit | Rit | Rit | 11  | Rit | 6 | Rit | Rit | Rit | Rit |  | 3     | 10 11 |
| 1984 | A6 e A7 | Ford Cosworth DFV BMW M12/13 | G     | Boutsen | 6 | 12 | Rit | 5   | 11  | NQ | Rit | Rit | Rit | Rit | Rit | 5 | Rit | 10  | 9   | Rit |  | 3     | 10 11 |

| Anno | Vettura | Motore     | Gomme | Piloti  |     |     |     |     |    |    |     |     |   |     |     |     |    |    |   |     |  | Punti | Pos. |
| ---- | ------- | ---------- | ----- | ------- | --- | --- | --- | --- | -- | -- | --- | --- | - | --- | --- | --- | -- | -- | - | --- |  | ----- | ---- |
| 1985 | A8      | BMW M12/13 | G     | Berger  | Rit | Rit | Rit | Rit | 13 | 11 | Rit | 8   | 7 | Rit | 9   | Rit | 7  | 10 | 5 | 6   |  | 14    | 8º   |
| 1985 | A8      | BMW M12/13 | G     | Boutsen | 11  | Rit | 2   | 9   | 9  | 7  | 9   | Rit | 4 | 8   | Rit | 9   | 10 | 6  | 6 | Rit |  | 14    | 8º   |

| Anno | Vettura | Motore     | Gomme | Piloti  |     |     |   |   |     |     |     |    |     |     |     |     |   |    |   |     |  | Punti | Pos. |
| ---- | ------- | ---------- | ----- | ------- | --- | --- | - | - | --- | --- | --- | -- | --- | --- | --- | --- | - | -- | - | --- |  | ----- | ---- |
| 1986 | A8 e A9 | BMW M12/13 | G     | Surer   | Rit | Rit | 9 | 9 | 9   |     |     |    |     |     |     |     |   |    |   |     |  | 1     | 10º  |
| 1986 | A8 e A9 | BMW M12/13 | G     | Danner  |     |     |   |   |     |     | Rit | 11 | Rit | Rit | Rit | 6   | 8 | 11 | 9 | Rit |  | 1     | 10º  |
| 1986 | A8 e A9 | BMW M12/13 | G     | Boutsen | Rit | 7   | 7 | 8 | Rit | Rit | Rit | NC | NC  | 10  | Rit | Rit | 7 | 10 | 7 | Rit |  | 1     | 10º  |

| Anno | Vettura | Motore          | Gomme | Piloti  |     |     |     |     |     |     |     |     |   |     |     |    |    |     |    |     |  | Punti | Pos. |
| ---- | ------- | --------------- | ----- | ------- | --- | --- | --- | --- | --- | --- | --- | --- | - | --- | --- | -- | -- | --- | -- | --- |  | ----- | ---- |
| 1987 | A10     | Megatron M12/13 | G     | Warwick | Rit | 11  | Rit | Rit | Rit | Rit | 5   | Rit | 6 | Rit | Rit | 13 | 10 | Rit | 10 | Rit |  | 11    | 7º   |
| 1987 | A10     | Megatron M12/13 | G     | Cheever | Rit | Rit | 4   | Rit | 6   | Rit | Rit | Rit | 8 | Rit | Rit | 6  | 8  | 4   | 9  | Rit |  | 11    | 7º   |

| Anno | Vettura | Motore          | Gomme | Piloti  |   |   |     |   |     |     |     |   |    |     |   |   |     |     |     |     |  | Punti | Pos. |
| ---- | ------- | --------------- | ----- | ------- | - | - | --- | - | --- | --- | --- | - | -- | --- | - | - | --- | --- | --- | --- |  | ----- | ---- |
| 1988 | A10B    | Megatron M12/13 | G     | Warwick | 4 | 9 | 4   | 5 | 7   | Rit | Rit | 6 | 7  | Rit | 5 | 4 | 4   | Rit | Rit | Rit |  | 23    | 5º   |
| 1988 | A10B    | Megatron M12/13 | G     | Cheever | 8 | 7 | Rit | 6 | Rit | Rit | 11  | 7 | 10 | Rit | 6 | 3 | Rit | Rit | Rit | Rit |  | 23    | 5º   |

| Anno | Vettura | Motore   | Gomme | Piloti   |     |   |     |     |     |     |    |    |    |    |     |     |     |     |   |     |  | Punti | Pos. |
| ---- | ------- | -------- | ----- | -------- | --- | - | --- | --- | --- | --- | -- | -- | -- | -- | --- | --- | --- | --- | - | --- |  | ----- | ---- |
| 1989 | A11     | Ford DFR | G     | Warwick  | 5   | 5 | Rit | Rit | Rit | Rit |    | 9  | 6  | 10 | 6   | Rit | Rit | 9   | 6 | Rit |  | 13    | 7º   |
| 1989 | A11     | Ford DFR | G     | Donnelly |     |   |     |     |     |     | 12 |    |    |    |     |     |     |     |   |     |  | 13    | 7º   |
| 1989 | A11     | Ford DFR | G     | Cheever  | Rit | 9 | 7   | 7   | 3   | Rit | 7  | NQ | 12 | 5  | Rit | NQ  | Rit | Rit | 8 | Rit |  | 13    | 7º   |

| Anno | Vettura    | Motore   | Gomme | Piloti    |    |     |    |    |     |    |     |     |     |    |    |    |    |    |     |    |  | Punti | Pos. |
| ---- | ---------- | -------- | ----- | --------- | -- | --- | -- | -- | --- | -- | --- | --- | --- | -- | -- | -- | -- | -- | --- | -- |  | ----- | ---- |
| 1990 | A11 e A11B | Ford DFR | G     | Alboreto  | 10 | Rit | NQ | NQ | Rit | 17 | 10  | Rit | Rit | 12 | 13 | 12 | 9  | 10 | Rit | NQ |  | 2     | 9º   |
| 1990 | A11 e A11B | Ford DFR | G     | Schneider | 12 |     |    |    |     |    |     |     |     |    |    |    |    | NQ |     |    |  | 2     | 9º   |
| 1990 | A11 e A11B | Ford DFR | G     | Caffi     |    | Rit | NQ | 5  | 8   | NQ | Rit | 7   | 9   | 9  | 10 | 9  | 13 |    | 9   | NQ |  | 2     | 9º   |

| Anno | Vettura | Motore       | Gomme | Piloti |    |     |     |     |     |     |   |     |     |     |     |    |     |    |   |    |     | Punti | Pos. |
| ---- | ------- | ------------ | ----- | ------ | -- | --- | --- | --- | --- | --- | - | --- | --- | --- | --- | -- | --- | -- | - | -- | --- | ----- | ---- |
| 1997 | A18     | Yamaha OX11A | B     | Hill   | NP | 17  | Rit | Rit | Rit | Rit | 9 | 12  | 6   | 8   | 2   | 13 | Rit | 7  | 8 | 12 | Rit | 9     | 8º   |
| 1997 | A18     | Yamaha OX11A | B     | Diniz  | 10 | Rit | Rit | Rit | Rit | Rit | 8 | Rit | Rit | Rit | Rit | 7  | Rit | 13 | 5 | 13 | Rit | 9     | 8º   |

| Anno | Vettura | Motore       | Gomme | Piloti |     |     |     |     |     |   |     |    |     |     |     |     |    |     |     |     |  | Punti | Pos. |
| ---- | ------- | ------------ | ----- | ------ | --- | --- | --- | --- | --- | - | --- | -- | --- | --- | --- | --- | -- | --- | --- | --- |  | ----- | ---- |
| 1998 | A19     | Arrows T2-F1 | B     | Diniz  | Rit | Rit | Rit | Rit | Rit | 6 | 9   | 14 | Rit | Rit | Rit | 11  | 5  | Rit | Rit | Rit |  | 6     | 7º   |
| 1998 | A19     | Arrows T2-F1 | B     | Salo   | Rit | Rit | Rit | 9   | Rit | 4 | Rit | 13 | Rit | Rit | 14  | Rit | NP | Rit | 14  | Rit |  | 6     | 7º   |

| Anno | Vettura | Motore       | Gomme | Piloti     |   |     |     |     |    |     |    |     |     |     |     |     |     |     |     |     |  | Punti | Pos. |
| ---- | ------- | ------------ | ----- | ---------- | - | --- | --- | --- | -- | --- | -- | --- | --- | --- | --- | --- | --- | --- | --- | --- |  | ----- | ---- |
| 1999 | A20     | Arrows T2-F1 | B     | De La Rosa | 6 | Rit | Rit | Rit | 11 | Rit | 12 | Rit | Rit | Rit | 15  | Rit | Rit | Rit | Rit | 13  |  | 1     | 9º   |
| 1999 | A20     | Arrows T2-F1 | B     | Takagi     | 7 | 8   | Rit | Rit | 12 | Rit | 11 | 16  | Rit | Rit | Rit | Rit | Rit | Rit | Rit | Rit |  | 1     | 9º   |

| Anno | Vettura | Motore        | Gomme | Piloti     |     |   |     |     |     |     |     |     |     |     |     |    |    |     |     |     |     | Punti | Pos. |
| ---- | ------- | ------------- | ----- | ---------- | --- | - | --- | --- | --- | --- | --- | --- | --- | --- | --- | -- | -- | --- | --- | --- | --- | ----- | ---- |
| 2000 | A21     | Supertec FB02 | B     | De La Rosa | Rit | 8 | Rit | Rit | Rit | 6   | NP  | Rit | Rit | Rit | 6   | 16 | 16 | Rit | Rit | 12  | Rit | 7     | 7º   |
| 2000 | A21     | Supertec FB02 | B     | Verstappen | Rit | 7 | 14  | Rit | Rit | Rit | Rit | 5   | Rit | Rit | Rit | 13 | 15 | 4   | Rit | Rit | 10  | 7     | 7º   |

| Anno | Vettura | Motore       | Gomme | Piloti     |     |     |     |     |     |     |   |     |     |     |    |   |     |    |     |     |    | Punti | Pos. |
| ---- | ------- | ------------ | ----- | ---------- | --- | --- | --- | --- | --- | --- | - | --- | --- | --- | -- | - | --- | -- | --- | --- | -- | ----- | ---- |
| 2001 | A22     | Asiatech 001 | B     | Verstappen | 10  | 7   | Rit | Rit | 12  | 6   | 8 | 10  | Rit | 13  | 10 | 9 | 12  | 10 | Rit | Rit | 15 | 1     | 10º  |
| 2001 | A22     | Asiatech 001 | B     | Bernoldi   | Rit | Rit | Rit | 10  | Rit | Rit | 9 | Rit | Rit | Rit | 14 | 8 | Rit | 12 | Rit | 13  | 14 | 1     | 10º  |

| Anno | Vettura | Motore      | Gomme | Piloti   |    |     |     |     |     |     |    |     |    |     |    |     |  |  |  |  |  | Punti | Pos. |
| ---- | ------- | ----------- | ----- | -------- | -- | --- | --- | --- | --- | --- | -- | --- | -- | --- | -- | --- |  |  |  |  |  | ----- | ---- |
| 2002 | A23     | Cosworth CR | B     | Frentzen | SQ | 11  | Rit | Rit | 6   | 11  | 6  | 13  | 13 | Rit | NQ | Rit |  |  |  |  |  | 2     | 11º  |
| 2002 | A23     | Cosworth CR | B     | Bernoldi | SQ | Rit | Rit | Rit | Rit | Rit | 12 | Rit | 10 | Rit | NQ | Rit |  |  |  |  |  | 2     | 11º  |

| Legenda | 1º posto     | 2º posto | 3º posto    | A punti         | Senza punti/Non class.  | Grassetto – Pole position Corsivo – Giro più veloce |
| Legenda | Squalificato | Ritirato | Non partito | Non qualificato | Solo prove/Terzo pilota | Grassetto – Pole position Corsivo – Giro più veloce |

## Principali piloti
- Riccardo Patrese (1978-1981): 58 GP, 1 pole position, 4 podi
- Thierry Boutsen (1983-1986): 59 GP, 1 podio
- Derek Warwick (1987-1989): 47 GP
- Marc Surer (1982-1984, 1986): 46 GP
- Eddie Cheever (1987-1989): 46 GP, 2 podi
- Jos Verstappen (2000-2001): 34 GP
- Pedro de la Rosa (1999-2000): 33 GP
- Jochen Mass (1979-1980): 24 GP
- Damon Hill (1997): 16 GP, 1 podio
- Gerhard Berger (1985): 16 GP
- Mika Salo (1998): 15 GP
- Michele Alboreto (1990): 13 GP
- Heinz-Harald Frentzen (2002): 11 GP
- Alan Jones (1983): 1 GP

## La sorte dei telai Arrows
I telai rimasti dopo la chiusura della scuderia e i loro diritti di proprietà intellettuale furono più tardi acquistati da Paul Stoddart, allora alla guida del team Minardi, che li considerava una possibile alternativa ai telai usati dalla sua squadra. Il nuovo team Super Aguri rilevò le vecchie vetture del 2002 e le fece correre (con alcune modifiche) con la sigla di SA05 nelle prime gare della stagione 2006. Al Gran Premio di Germania 2006 ha debuttato una nuova versione chiamata SA06, ma basata comunque sullo stesso telaio. Il team stesso aveva sede nella vecchia fabbrica Arrows a Leafield.